# Total Productive Maintenance
Die Total Productive Maintenance (Abkürzung: TPM, heute wird TPM auch als Abkürzung für Total Productive Manufacturing verwendet) oder Total Productive Management ist der Anglizismus in Unternehmen für ein umfassendes und möglichst störungsfreies Produktionssystem. Hier ergeben sich Parallelen zu Kaizen und Lean Production.

## Allgemeines
Von der grundsätzlichen Idee her ist TPM ein Programm zur kontinuierlichen Verbesserung in allen Bereichen eines Unternehmens. Dabei geht es vor allen Dingen um die Eliminierung von Verlusten und Verschwendung mit dem Ziel von null Defekten, null Ausfallzeiten, null Qualitätsverlusten, null Unfällen usw. Der Hauptfokus liegt im Bereich der Produktion mit Hilfe von technischen Anlagen und Maschinen.
Der komplette Umfang von TPM beinhaltet acht unterschiedliche Säulen, die jeweils Ansätze zur Eliminierung der sechzehn Verlustarten beinhalten.

## Geschichtliche Entwicklung
TPM findet seinen Ursprung in der Instandhaltung, als japanische Unternehmen das sogenannte Preventive Maintenance der Amerikaner übernahmen. Dabei bestand die Zielsetzung in der Vermeidung von Betriebsstörungen an Anlagen. Über Jahrzehnte wurde in Japan diese Zielsetzung weiterverfolgt, woraus sich unterschiedliche Instandhaltungskonzepte ergaben. Diese werden im Folgenden vorgestellt. Durch die Zusammenführung der genannten Konzepte ist das heute bekannte TPM-Konzept entstanden, welches sich nicht mehr nur auf die Instandhaltung, sondern auf das gesamte Unternehmen bezieht.
- bis 1950: Breakdown Maintenance (Feuerwehr-Instandhaltung)
- 1951: In Japan wird das amerikanische Preventive Maintenance übernommen (vorbeugende Anlagenwartung)
- 1957: Entstehung von Corrective Maintenance (Verbesserung der Anlage hinsichtlich Zuverlässigkeit und Leistungsfähigkeit)
- 1959: Entstehung von Maintenance Prevention (bei Kauf der Anlage auf Instandhaltungsfreundlichkeit achten)
- 1961: Entstehung von Productive Maintenance durch Zusammenführung von Preventive Maintenance, Corrective Maintenance und Maintenance Prevention. Instandhaltungsaufgaben obliegen nur der Instandhaltungsabteilung.
- 1969: Weiterentwicklung von Productive Maintenance zu Total Productive Maintenance. Instandhaltungsaufgaben werden mit den Mitarbeitern an der Produktionslinie geteilt.

## Die acht Säulen von TPM
1. Kontinuierliche Verbesserung: Anwendungsbezogene Eliminierung der 16 Verlustarten nach JIPM (Japan Institute of Plant Maintenance).
2. Autonome Instandhaltung: Der Anlagenbediener soll Inspektions-, Reinigungs- und Schmierarbeiten im ersten und in weiteren Schritten auch kleine  Wartungsarbeiten selbstständig durchführen.
3. Geplante Instandhaltung: Sicherstellung der 100%igen Verfügbarkeit der Anlagen sowie Ausweisen von Kaizen-Aktionen durch die Instandhaltung.
4. Training und Ausbildung: Mitarbeiter bedarfsgerecht zu qualifizieren zur Verbesserung der Bedienungs- und Instandhaltungsqualifikationen.
5. Anlaufüberwachung: Eine nahezu senkrechte Anlaufkurve bei neuen Produkten und Anlagen zu realisieren.
6. Qualitätsmanagement: Realisierung des „Null Qualitätsdefekte“-Ziels bei Produkten und Anlagen.
7. TPM in administrativen Bereichen: Verluste und Verschwendungen in nicht direkt produzierenden Abteilungen eliminieren.
8. Arbeitssicherheit, Umwelt- und Gesundheitsschutz: Die Umsetzung der Null-Unfälle-Forderung im Unternehmen.

Die Umsetzung der einzelnen Säulen orientiert sich an Zwischenschritten. In der Regel wird jede Säule durch 7 Schritte umgesetzt.

## Kennzahlen für TPM
Um TPM wirkungsvoll einzusetzen, sind betriebswirtschaftliche Kennzahlen unabdingbar, die einen Maßstab für TPM-Aktivitäten bilden. Grundsätzlich sollte jegliche Investition durch erspartes Geld messbar sein. Darauf wird auch bei Zertifizierungen geachtet.
Eine wichtige Kennzahl innerhalb des TPM-Konzepts ist die Gesamtanlageneffektivität (englisch Overall Equipment Effectiveness, OEE) mit ihrer Variante der Netto-Gesamtanlageneffektivität. Sie sind ein Maß für die Wertschöpfung einer Anlage.
Dem Acht-Säulen-Konzept von TPM liegen folgende Kennzahlen vor, die individuell bei jedem Unternehmen angepasst werden müssen. Jedoch bilden diese Kennzahlen die Grundlage, um TPM unternehmensweit zu verwenden:
- P für Productivity:

(bspw. Arbeitsproduktivität, Wertschöpfung pro Person, Störungsreduzierung);
- Q für Quality:

(bspw. Anzahl Prozessfehler, Anzahl Defekte, Anzahl Kundenreklamationen);
- C für Costs:

(bspw. Arbeitskräftereduzierung, Instandhaltungskosten, Energiekosten);
- D für Delivery:

(bspw. Bestandsmenge, Lagerumschlagshäufigkeit);
- S für Safety:

(bspw. Anzahl der Unfälle, Krankenstand, Kennzahlen bzgl. Verschmutzung);
- M für Morale:

(bspw. Anzahl der Verbesserungsvorschläge, Anzahl Kleingruppentreffen).